# 家族介護人同盟
家族介護人同盟（Family Caregiver Alliance, FCA）は、アメリカ合衆国カリフォルニア州サンフランシスコに本部を持つ、アメリカ合衆国国内の介護従事者（家族介護者、介護士）支援を行う非営利組織。

## 沿革
- 1977年、認知症介護を行っていた市民により、Family Survival Project として設立
- 1979年、Bay Area’s Caregiver Resource Center に改称
- 1984年、カリフォルニア州議会（California State Legislature）は FCA をモデルに、新しく10の 介護情報センター（Caregiver Resource Centers, CRCs ）開設を決定
- 2001年、全国介護センター（National Center on Caregiving）設立

## 参照
- Looking Back, Looking Forward: FCA Celebrates 30 Years of Caregiving, Newsletter Volume 24, 2007年